# Unbreakable
Unbreakable е шестнадесетият студиен албум на германската рок група „Скорпиънс“, издаден на 3 май 2004 г. от „Би Ем Джи“ и „Ариола Рекърдс“ за Европа и „Санктъри Рекърдс“ за Съединените американски щати. През втората половина на 90-те години на 20-и век, групата прави някои продукции, в които напълно преобразява стила си и издава нетипични за творчеството си албуми, като Pure Instinct (1996), поп рок и денс-рок Eye II Eye (1999), симфоничния Moment of Glory (2000) и акустичния Acoustica (2001). В началото на новото хилядолетие записват две нови песни с бившия си продуцент Дитер Диркс за компилацията Bad for Good: The Very Best of Scorpions и това, заедно с положителния прием на концертните им турнета през 2002 и 2003 г., мотивира групата да запише нов студиен албум. 
До 2002 г. групата вече има написани 150 песни, но само няколко от тях са записани и през октомври 2003 г. започват записи в студиото „Пепърмайнт Парк” в Хановер, Германия, а продуцирането е осъществено от „Скорпиънс“ и Ервин Мъспър. Преди това, басистът Ралф Рикерман напуска, за да се съсредоточи върху кариерата си като композитор на филмова музика и по време на първите сесии китаристът Матиас Ябс свири ма бас китара, докато асистентът на Рудолф Шенкер препоръчва поляка Павел Мончивода. За песните групата иска да възстанови класическия си стил, но в същото време да звучи модерно и композират в обичайната тоналност, но вокалистът Клаус Майне препоръчва китарите да се намалят с половин или един тон, защото му е трудно да поддържа някои високи нотки. По този начин те намират звука, който първоначално искат. 
След като е издаден, Unbreakable получава предимно положителни отзиви от специализираната преса, която подчертава завръщането им към класическия им звук, валидността на албума и качеството на песните. В търговско отношение, Unbreakable постига средни позиции на основните пазари, главно европейски, където достига №1 в Гърция, №2 в Чехия, №4 в Германия и №10 в Аржентина. Въпреки това, в Съединените американски щати той получава малко излъчване по радиостанциите и не влиза в никоя от музикалните класации там. 
За да го популяризира, звукозаписната компания „Санктъри Рекърдс“ издава песента Love 'em Or Leave 'em само в Съединените американски щати като промоционален сингъл. Въпреки че в раздел дискография на официалния сайт на групата няма информация за сингли от албума, песента She Said влиза в унгарската музикална класация. На 17 април 2004 г. започва турнето Unbreakable Tour, което им позволява да свирят в Европа, Северна Америка, Латинска Америка, Азия, Океания и Близкия изток до 9 септември 2006 г. Това е едно от най-успешните им турнета в последните години; свирят в страни, където концерти на живо не са изпълнявани от години като Катар, Египет, Израел и Монголия. 

## Описание
С настъпването на 90-те години на 20-и век популярността на хардрок и хевиметъл групите започва постепенно да намалява поради настъплението на алтернативните рок и гръндж групи. „Скорпиънс“ не поемат в тази посока и през втората половина на десетилетието се възползват от изследването на нови стилове. Въпреки че е съсредоточават в създването на предимно „мощни“ балади, Pure Instinct от 1996 г. постига положителен търговски успех, особено в континентална Европа и Югоизточна Азия, а в няколко страни в последния регион получава „златни“ и „платинени“ сертификати преди края на годината. За разлика него обаче, Eye II Eye от 1999 г. е провал с по-ниски позиции в музикалните класации в много страни и слаби продажби. Това се дължи главно на факта, че групата се впуска в поп рок и денс-рок, както и на това, че пазарите, предимно европейски, са фокусирани върху други музикални жанрове.
През 2000 г. издават симфоничния албум Moment of Glory в сътрудничество с Берлинския филхармоничен оркестър, замислен още през 1995 г. Изданието е критикувано от ръководителите на оркестъра, но се оказа успешно в Германия, където и достига №3 и през същата година Федералната асоциация на музикалната индустрия го сертифицира като „златен“ за 150 000 продадени копия. Желанието да работят в паралелни проекти, мотивира „Скорпиънс“ да направят „ънплъгд“ албума Acoustica през 2001 г. Копродуциран и аранжиран от австрийския диригент Кристиян Колоновиц (същият, който стои зад Moment of Glory), той постига значителни продажби в няколко страни от континентална Европа, Югоизточна Азия и Латинска Америка.
През 2002 г. започва световното турне на „Скорпиънс“ Tour 2002, което им позволява да свирят в Съединените американски щати заедно с „Дийп Пърпъл“ и „Дио“. В допълнение, турнето преминава през десетки концерти в Европа и източна Европа с почти едномесечно турне в източна Русия, на което те свирят в далечни градове като Красноярск и Владивосток в Сибир. Положителното приемане от американската публика ги насърчава да насрочат ново турне за 2003 г., наречено Tour 2003, на което свирят в няколко града в тази страна, в допълнение в Канада заедно с „Докен“ и „Уайтснейк“ свирят през януари и март. През май и август „Скорпиънс“ изнасят няколко концерта в Европа и приключват турнето на 6 септември в Москва. По същото време групата решава да се върне с нов студиен албум възможно най-скоро.
Успоредно със звукозаписните продукции и концертните турнета, няколко звукозаписни компании издават различни компилации с песни на групата, сред които са 20th Century Masters: The Millennium Collection (2001), Classic Bites (2002) и Essential (2003). От всички подобни издания, само Bad for Good: The Very Best of Scorpions (2002) включва две неиздавани студийни песни Bad for Good и Cause I Love You. И двете песни са записани с техния бивш продуцент Дитер Диркс в „Диркс Студиос“ в Кьолн, Германия, отбелязвайки първото им сътрудничество от четиринадесет години. Вокалистът Клаус Майне казва, че работата с Дитер Диркс ги кара отново „да се чувстват добре и в същото време странно“, но сътрудничеството ги насърчава да направят студиен албум, както тези от предното десетилетие.

## Записване
На 1 май 2003 г., след турнето в Съединените американски щати, те се преместват в „Скорпио Саунд Студиос“ в Хановер (собственост на китариста Рудолф Шенкер) за да запишат първата партида от демота. Там записват общо 16 песни, но нито една от тях не попада в албума. Поради планирани концерта в Европа, те подновяват процеса през юни и по-късно през септември и на 1 септември се завръщат в студиото на Рудолф Шенкер и за две седмици записват още 20 песни. След като демотата са готови, те ги изпращат на някои заинтересовани продуценти като Боб Рок, Рик Парашар, Макс Мартин и Дитер Диркс. Боб Рок отхвърля предложението, защото предпочита да си вземе почивка, след като продуцира St. Anger на „Металика“, докато Дитер Диркс не постига финансово споразумение с групата. В крайна сметка избират Ервин Муспер който вече работи с тях, първо като звуков инженер за Crazy World (1990) и Face the Heat (1993), а след това като копродуцент за Pure Instinct (1996).
Междувременно басистът Ралф Рикерман напуска, за да се съсредоточи върху кариерата си на композитор на филмова музика , която започва през 1999 г. заедно с времето си в групата. Това забавя първоначалния план за започване на записите на 15 октомври в студиото „Пепърмайнт Парк“ в Хановер, защото кандидатите за позицията нямат достъп до демотата. Дотогава китаристът Матиас Ябс изпълнява басовите части на песните. Барабанистът Джеймс Котак се опитва да наеме Джеф Пилсън или Джими Бейн, но поради ангажименти нито един от тях не може да се присъедини към групата. На 20 октомври „Скорпиънс“ пристигат в студиото без басист и за седмица техниците конфигурират оборудването за започване на записите. Тъй като групата не намира басист в Германия, асистентът на Рудолф Шенкер, препоръчва Павел Мончивода. Полякът научава бас партиите още същия ден, когато пристига и записва единадесет песни за три дни. Седмица по-късно Бари Спаркс свири на бас в още пет песни, включително Love 'em Or Leave 'em и Borderline. Въпреки че имат готови 16 песни, те смятат, че им липсва „песента“, за да завършат албума и така всеки музикант пише нова. Рудолф Шенкер създава If You Could See Inside My Eyes (която е преименувана на Through My Eyes), Клаус Майне представя Maybe I, Maybe You, Матиас Ябс излиза с This Time, а Джеймс Котак предлага Can You Feel It. Така те записват и  четирите, но за албума избират само дванадесет. В последния момент включват Remember the Good Times, записана по време на първите сесии. Въпреки че разполагат с по-подходяща студийна версия, в албума добавят демото, защото звучи „по-грубо“ и я наричат Retro Garage Mix. В тази песен, басът е свирен от китарния техник Матиас Ябс, Инго Поуицер.
Процесът на записване е извършен с помощта на „Протулс“, инструмент, който преди това включват в Moment of Glory а той им предоставя методи, които използват няколко пъти в кариерата си. Рудолф Шенкер посочва, че технологията за записване вече е на много по високо ниво и това им позволява да правят същите неща като преди двадесет години, но по прост начин. Музикантите записват песните в класически стил и използват инструменти от различни марки и модели като електрически китари „Гибсън“, „Гретч“ и „Фендър“, акустични китари „Тейлър“ и „Ямаха“, както и такива, направени специално за Рудолф Шенкер и  Матиас Ябс. Джеймс Котак използва барабани „Ямаха“, докато Павел Мончивода използва бас китари от „Мюзик Мен“, „Ямаха“ и „Фендър“. Клаус Майне също използва различни микрофони, някои от които той донася от „Скорпио Саунд Студиос“ в „Пепърмайнт Парк“. Поради тази причина критикът Мартин Попоф отбелязва, че като смесват класическата система за записване с технологията „Протулс“, това прави албумът да звучи „мощен, яростен и много ярък“, подобно на Love at First Sting от 1984 г.
Записите приключват в рамките на 3 месеца и 3 дни. Впоследствие Ервин Муспер смесва касетите в стая три в студиото в Хилверсум, Нидерландия, докато обработката е направен от Дариус ван Хелфтерен в същата стая и Джошуа Блеър. Въпреки че продукцията е направена от Ервин Муспер и „Скорпиънс“, тази на Remember the Good Times (Retro Garage Mix) е изпълнена само от групата, а смесването ѝ е направено от „Фантом Брадърс“. Целият процес приключи на 24 февруари 2004 г.

## Композиране
Идеята за нов студиен албум е актуална от 2002 г. и оттогава групата написва над 150 песни. Повечето от песните, които са включени в албума са композирани през 2003 г. от четиримата музиканти (групата по това време не разполага с басист), заедно с трима външни композитори. „Скорпиънс“ иска да възстанови обичайния си стил, наблюдаван в албуми като Blackout (1982), но с модерен подход, както лирично, така и музикално. Клаус Майне по това време е на 55 години и има проблеми с високите тонове, така той предлага да ги намали, като се има предвид, че някои от песните се изпълняват на живо повече от година на последващото концертно турне. Поради тази причина те намаляват китарите с половин или тон и по този начин осъзнават, че звучат по-силно и по-тежко. Рудолф Шенкер подчертава, че това намаление прави рифовете да звучат по-модерно и намират звука, който първоначално искат.
Написана от Рудолф Шенкер и Клаус Майне, първоначалната New Generation е тежък рок, който „прекалява с младежкия ъгъл“, според критика Мартин Попоф. Андреас Химелщайн от списание „Рок Хард“ описва песента като „модерен стомпер с типичен стил на „Скорпиънс“ и включва някои специфични звукови семпли“. Текстът на New Generation се занимава с вътрешната ситуация в Съединените американски щати и въвличането млади хора в социално-политически конфликти като атаките от 11 септември 2001 г. и последвалото нахлуване в Ирак през 2003 г. Според Клаус Майне това е „обобщение на събития, които държат Съединените щати в напрежение през последните години“, насочено към младите хора, от които се изисква да се включат. Ралф де Йонг, Джос Менен, Алекс Янсен и детският хор на Джоди пеят в припева на финалната част на песента. Love 'em Or Leave 'em е по-енергична, с лек блус китарен риф и типичен за групата припев. Матиас Ябс написва Deep and Dark, преди да изнесат концерт във Флорида, Съединените американски щати. Въпреки че Клаус Майнепо-късно променя текста, Рудолф Шенкер казва, че това е първата песен, която Матиас Ябс написва сам. В своя анализ, Мартин Попоф твърди, че тя изглежда като от ерата на Face the Heat (1993), благодарение на „мрачния хардрок“.
Borderline има прост риф и „психеделичен мелодичен припев“. Андреас Химелщайн отбелязва, че тя контрастира с останалите в своята простота и изглежда лишена от идеи, докато Сандра Айхнер от германското списание „Метъл Хард“ споменава, че песента „впечатлява със своята изключително експлозивна доза бомбастност и акцент“. Смятанa от Мартин Попоф за „ускорена версия на Love' em Or Leave 'em“ и „еднa от най-успешните в албума“, Blood Too Hot е „бързa, свежa и силнa“, както „припомня кипящия стил на пламенните осемдесет“. Maybe I Maybe You е резултат от сътрудничество между Клаус Майне и иранския музикант Ануширван Рохани. Написана четири години по-рано с благотворителна цел, Ануширван Рохани създава мелодията, а Клаус Майне добавя текста, който е за съпричастност, „какво можем да направим един за друг“, според вокалиста. Първоначално не искат да я включат, защото противоречи на стила на албума и е „мощна“ балада, изпълнявана само с пиано. Продуцентът Ервин Мъспър обаче е ентусиазиран от песента и решава да я добави, но за целта включат и рок част в нея. Поради тази причина Клаус Майне кани Коен ван Баал да свири на пиано и да направи съответните аранжименти, същият вече работи заедно с групата по сингъла Wind of Change (1990). Maybe I Maybe You завършва с електрически китари и ритъм секцията, а това придават нотка на симфоничен рок, който само „Скорпиънс“ или „Куийн“ могат да си позволят.
Мартин Попоф нарича Someday Is Now „експеримент“, „защото е странно горчив мелодичен хардрок“, докато единствената изцяло написана от Клаус Майне My City My Town, е „по-закачлива“ с „нотки на блус“. Through My Eyes е друг пример за сътрудничеството между Рудолф Шенкер и Клаус Майне, което прилича на композиционната структура на Blackout (1982), в стила на No One Like You. Андреас Химелщайн предполага, че може лесно да се появи и в Love at First Sting (1984). Can You Feel It също съдържа части от психиделичния хардрок. This Time, написана от Матиас Ябс, е „шумен, фънк и последователен рок“, макар и „с мелодични части, които не пасват съвсем“. She Said е „сантиментална „мощна“ балада“, написана от Кристиян Колоновиц, Клаус Майне и китариста на „Хуутърс“ Ерик Базилиан, когото срещат през 2003 г. в средата на творческия процес. Remember the Good Times, друго съвместно творчество с Ерик Базилиан, разказва история на групата от сантиментална гледна точка, която „предава много ентусиазирана и позитивна атмосфера“, в този смисъл Клаус Майне подчертава ретро текстовете ѝ. Мартин Попоф коментира, че в музикално отношение тя „копнее“ за по-стари стилове, описвайки го като смесица от поп пънк, глем рок и бъбългъм рок. Песента съдържа някои елементи от Happy Days Are Here Again от 1929 г., композирана от Милтън Ейджър и Джак Йелън.

## Издаване
Unbreakable е издаден на 3 май 2004 г. в Европа чрез „Би Ем Джи“ и „Ариола Рекърдс“ и от „Санктъри Рекърдс“ за Съединените американски щати на 22 юни 2004 г. В тази страна е издадено специално издание, наречено Enhanced Limited Edition, което включва видео съобщение от малко повече от пет минути за албума, фотогалерия и кратка биография на групата. Само в Япония Dreamers и Too Far са включени като допълнителни бонус песни. Първата, написана от Клаус Майне, Рудолф Шенкер, Ерик Базилиан, е „солидна и амбициозна „мощна“ балада“. Втората, от Матиас Ябс и Клаус Майне, „е по-мека и по-добра песен, нещо като акустичен южен рок с включен слайд“. В своя анализ на двете песни Мартин Попоф заявява, че преглеждайки бонус песните, добавени в предишните им албуми, може да се каже, че тези са по-близо до софт рока, с добри аранжименти и адекватна продукция. Името на албума, е избрано от Рудолф Шенкер, Unbreakable стои винаги в дневния ред на групата за заглавие албум.

## Представяне

### Албум
Въпреки положителните отзиви от критиците, Unbreakable постигна предимно позиции от среден клас в музикалните класации на няколко пазара, предимно в континентална Европа. В Германия на 17 май 2004 г. дебютира под №4 и прекарва общо девет седмици в списъка. Последната му позиция е под №100 на 19 юли. Най-добрият си резултат постига в Гърция, където достига №1 в местната класация. Според френския автор Гари Шарп-Янг в книгата си „Антология на метъла: Том 1“, албумът провокира и подновява интерес към групата сред гръцката публика, което се отразява в продажбите на предишните им продукции Best (1999) и Acoustica (2001). В някои от останалите държави, албумът влиза в Топ 20 съответно, като №2 в Чехия, №14 в Швеция, №15 в Португалия и Финландия и №19 Швейцария.
В другите европейски страни Unbreakable заема средни позиции, след като достига №30 в Австрия, №32 в Полша, №33 в „Рок енд Метъл Албумс Чарт“ във Великобритания, №42 във Франция, №62 в Италия и №74 в Белгия. За седмицата от 22 май 2004 г. албумът дебютира под №13 в класацията на списание „Билборд“ за най-добрите 100 албума в Европа. Освен това през 2004 г. организацията на Националната федерация на производителите на звукозаписи му присъжда „златен“ сертификат за продажба на повече от 10 000 копия в Русия.
Извън Европа ситуацията е различна. В Аржентина той достигна №10 в националната музикална класация, докато в Япония се класира на №41 в класацията, разработена от „Орикон“. Въпреки това, в англосаксонска Северна Америка не се представя добре, малкото излъчвания не му позволяват да влезе в някоя от музикалните класации в Съединените американски щати. Според „Нилсън Саундскен“ през първата седмица на американския пазар са продадени общо 4541 копия от албума.

### Сингли
Месец преди официалното издаване на албума в Европа, руският фенсайт Scorpions.ru публикува ексклузивни двуминутни откъси от всяка от песните за сваляне. По-късно, на 22 юни, същата дата на издаването на Unbreakable в Съединените американски щати, семпли от бонус песните Dreamers и Too Far са публикувани на уебсайта на групата. Само в Съединените американски щати звукозаписната компания „Санктъри Рекърдс“ издава Love 'em Or Leave 'em като промоционален сингъл, но който не е достъпен за продажба. На 24 юни 2004 г. Love 'em Or Leave 'em дебютира в в класацията „Херитейдж Рок“ на списание „Билборд“ в Съединени амеркански щати, и на 8 юли същата година достига №25 като най-висока позиция в класацията. Въпреки че няма информяция за издаден сингъл от Unbreakable в раздела за дискография на официалния уебсайт на „Скорпиънс“, песента She Said влиза в класацията Топ 40 на унгарското радио на позиция №34.

### Турне
Концертното турне Unbreakable Tour е едно от най-успешните, които групата прави през години. Предварително планираните дестинации им позволяват да свирят за първи път в няколко страни и да се върнат в други, в които не са изпълнявали концерти от дълго време. Турнето започва на 17 април 2004 г. в Хановер, Германия и до 4 септември свирят в тринадесет страни от континентална Европа, главно на арени, стадиони и музикални фестивали. От 10 септември са в Азия, където свирят в Тайланд, Малайзия, Индонезия и в Япония. В последната държава някои от членовете на групата и техните екип са заразени с вирус, но групата успява да завърши насрочената азиатска серия. След концерти, проведени в Нова Каледония (1 и 2 октомври), Обединените арабски емирства (6 октомври), Румъния (8 октомври) и Чехия (10 октомври), на 21 октомври започва обширно турне в Съединените американски щати, на което те са подкрепени от „Тесла“ и Кийт Емерсън. Последната презентация за 2004 г. се състоина 10 декември в Сан Хуан, Пуерто Рико.
На 16 март в Лондон започват концертите за 2005 г.; от тази дата до 31-во число на същия месец те изнасят десет концерта в Обединеното кралство като „гостуващи артисти“ за „Джудас Прийст“. Оттогава до края на юли „Скорпиънс“ изнасят други концерти в цяла континентална Европа, а междувременно на 7 юли групата свири за първи път в Израел. След две дати в Съединените американски щати (30 и 31 юли) правят други европейски представления, на които ораганизират симфонично събитие в Казан, Русия, а на 10 септември в Колмар, Франция, след 27 години извън групата участва бившия им китарист Улрих Джон Рот. През октомври „Скорпиънс“ изнесят 6 концерта в Латинска Америка, 3 в Бразилия и 3 в Мексико, докато през ноември осъществяват кратко турне, наречено Acoustica Peace for All Middle East, където провеждат акустично събитие в Доха, Катар и в некропола Гиза в Кайро, Египет.
На 7 май 2006 г. сайтът Bravewords.com обявява първите дати за 2006 г., които се състоят главно в Европа и англосаксонска Северна Америка. От повече от двадесет презентации акцентите са върху дебютът им на живо в Кипър (23 юли) и Монголия (31 юли), участието им като хедлайнер на фестивала „Монстърс ъф Рок“ в Сарагоса (18 юни) и във Вакен на „Вакен Оупън Еър“ (август 3). На последния фестивал във Вакен, групата изнася специален концерт, на който се събират отново с бившите си членове Улрих Джон Рот, Майкъл Шенкер и Херман Раребел с които изпълняват обширен списък от песни. С общо над 130 представления, турнето завършва на 9 септември 2006 г. в Дюселдорф, Германия. Концертите във Виена (25 юни 2004 г.) и на „Вакен Оупън Еър“ (3 август 2006 г.) са записани и по-късно издадени в дивиди формат със заглавията One Night in Vienna (2005) и съответно Live at Wacken Open Air (2008).

## Коментари на критиците
Unbreakable получава предимно положителни отзиви от специализираната преса. Кристи Леон от „Ню Стрейт Таймс“ съобщава, че музикантите са „вложили тежестта си в тринадесет песни с малко по-твърд рок усещане“ и се връщат към „стария бизнес на хардрок с прости песни“. В своя анализ той смята, че въпреки че техните „фенове са чакали търпеливо албум, който продължава традицията на Love at First Sting и Savage Amusement, поне се справят добре“. Що се отнася до песните, той нарича New Generation „клатещо начало“, но групата „удря стар рок ритъм“ със заглавия като Love 'em Or Leave 'em и Blood Too Hot. Джеймс Кристофър Монгър, за сайта „Олмюзик“, подчертва няколко аспекта на албума, като гласа на Клаус Майне, защото „той е остарял грациозно, запазвайки дрезгавото си ръмжене“ и техния „прочут талант да прави големи припеви и прости текстове за световно обединение и „разтърсване“, които „са забележително добре изпълнени“. В допълнение, той нарича Maybe I Maybe You „красива балада“, а Love 'em Or Leave 'em и Borderline „брутални песни“, дори смята последната за „една от най-изобретателните и запомнящи се в кариера им“. Unbreakable „постига печеливш баланс между излишъка от средата на 80-те и стегнатата ню-метъл китара, което води до един от най-тежките записи, които са правили от доста време“. Канадският критик Мартин Попоф коментира, че с този албум „Скорпиънс“ „се опитват да оставят зад гърба си статута на „наследствена група“ с нов албум, по-конвенционален със стила си“, но „не е предизвикателен, а по-скоро рок, нещо мрачно и бавно, нещо между мрачния поп и тежкия рок“.
Майкъл Лорант от германското списание „Брейкаут“ споменва, че след симфоничния Moment of Glory и акустичната Acoustica, „„Скорпиънс“ най-накрая отново стават сериозни, завръщайки се в познатите води“. Андреас Шьове от германското  издание на „Метъл Хамър“ коментира, че с този албум „курсът отново е насочен към отличен и разнообразен хардрок, както в старите времена“. Детлеф Денглер от същата публикация коментира, че това е техният „най-съществен и разтърсващ албум от двадесет години“ и „е пълен с акценти“ като „мощна и жива продукция“, „страхотни мелодии“, „наистина силно представяне на Майне“ и „богатите, безпогрешни рифове на дуото Шенкер/Ябс“. Въпреки че смята, че не може да се сравнява с класическите им творби като Lovedrive или Blackout, с този албум „групата лесно надминава по-голямата част от конкуренцията си по отношение на качеството“. Сандра Айхнер от „Джърман Метъл Харт“, го описва като албум „масивен и твърд като лавина от камъни“ и подчертава „социалното отражение на New Generation“, „елегантността“ на Maybe I Maybe You и Through My Eyes, „вълнуващите и разтърсващи“ Love 'em Or Leave 'em и Deep And Dark и „осемдесетарското отношение“ на Remember the Good Times. Накрая тя приключва с думите: „В заключение можем само да свалим шапки пред този албум.“
Писателят Флойд Ор, в своята книга „Хронология на Америка: Звукови байтове от потребителската култура“, изразява мнение, че с Unbreakable „групата се завръща към своите гладки метъл корени“. Едуардо Ривадавия, в своя списък с албуми на групата, подредени от най-лошия до най-добрия за „Ултимейт Класик Рок“, поставя Unbreakable на 9-то място. В рецензията си той отбеляза, че „вероятно е предизвикало въздишка на облекчение сред феновете“, след „невдъхновените издания“ и „срамните експерименти“ от предишното десетилетие; връщане към техния характерен мелодичен тежък рок, който „нямаше да работи без песни от висок калибър и обновена енергия“. В подобна рецензия, Малкълм Доум от „Класик Рок“ го поставя на №11 и го оценява като „най-добрият им запис от повече от десетилетие“. Това е така, защото „групата успя да създаде набор от прости, мелодични хардрок химни в класическата традиция на „Скорпиънс““ и това работи, защото „те не се опитваха да бъдат нищо друго освен себе си в песни като New Generation, Someday Is Now и Remember The Good Times“.

## Списък с песните
Основно издание
1. New Generation (Рудолф Шенкер, Клаус Майне) – 5:51
2. Love 'em Or Leave 'em (Рудолф Шенкер, Клаус Майне, Джеймс Котак) – 4:04
3. Deep And Dark (Матиас Ябс, Клаус Майне) – 3:39
4. Borderline (Рудолф Шенкер, Клаус Майне) – 4:53
5. Blood Too Hot (Рудолф Шенкер, Клаус Майне) – 4:16
6. Maybe I Maybe You (Ануширван Рохани, Клаус Майне) – 3:32
7. Someday Is Now (Рудолф Шенкер, Джеймс Котак) – 3:25
8. My City My Town (Клаус Майне) – 4:55
9. Through My Eyes (Рудолф Шенкер, Клаус Майне) – 5:23
10. Can You Feel It (Джеймс Котак, Клаус Майне) – 3:49
11. This Time (Матиас Ябс) – 3:36
12. She Said (Кристиан Колоновитс, Клаус Майне) – 4:42
13. Remember The Good Times (Ретро гараж микс) (Рудолф Шенкер, Ерик Базилиан, Клаус Майне) – 4:24

Бонус песни в японското издание
1. Dreamers (Клаус Майне, Рудолф Шенкер, Ерик Базилиан) – 4:49
2. Too Far (Матиас Ябс, Клаус Майне) – 3:07

Бонус в ECD edition CD F2
1. Видео съобщение – 5:57
2. Галерия със снимки
3. Биография

## Състав
| - Клаус Майне - вокали - Рудолф Шенкер - ритъм и водеща китара, акустична китара, задни вокали - Матиас Ябс - ритъм и водеща китар, акустична китара, задни вокали - Павел Мончивода - бас - Джеймс Котак - барабани, задни вокали Гост музиканти - Бари Спаркс - бас на Love 'em Or Leave 'em и Borderline - Инго Поуицер - бас на Remember The Good Times - Коен ван Баел - клавишни инструменти и аранжименти на Maybe I Maybe You - Ануширван Рохани - пиано на Maybe I Maybe You - Ралф де Йонг, Джос Менен и Алекс Янсен - задни вокали на New Generation и Borderline - Детски хор „Джоди“ - задни вокали на New Generation Източник на информацията: Обложка на Unbreakable. | - Ервин Муспер и „Скорпиънс“ - продукция - „Скорпиънс“ - продукция на песен 13 - Ервин Муспер - смесване и озвучаване - „Фантъм Брадърс“ - смесване на песен 13 - Хууб Рейндерс и Ариен Менсинга - помощ при смесване - Марк Еберман и Нилс Хаман - оператори „Протулс“ - Томас Норе - оператор „Кюбейз“ - Дариус ван Хелфтерен и Джошуа Блеър - обработка |

## Позиция в класациите
| Класация                                     | Най-висока позиция | Източник |         |
| 2004 г.                                      | 2004 г.            | 2004 г.  | 2004 г. |
| -------------------------------------------- | ------------------ | -------- | ------- |
| Австрия                                      | 30                 | [ 48 ]   |         |
| Аржентина                                    | 10                 | [ 44 ]   |         |
| Белгия                                       | 74                 | [ 53 ]   |         |
| Великобритания („Рок енд Метъл Албумс Чарт“) | 3                  | [ 50 ]   |         |
| Германия                                     | 4                  | [ 41 ]   |         |
| Гърция                                       | 1                  | [ 42 ]   |         |
| Европа („Топ 100 Албуми“)                    | 13                 | [ 54 ]   |         |
| Италия                                       | 62                 | [ 52 ]   |         |
| Полша                                        | 32                 | [ 49 ]   |         |
| Португалия                                   | 15                 | [ 45 ]   |         |
| Финландия                                    | 15                 | [ 46 ]   |         |
| Франция                                      | 42                 | [ 51 ]   |         |
| Чехия                                        | 2                  | [ 44 ]   |         |
| Швеция                                       | 14                 | [ 35 ]   |         |
| Швейцария                                    | 19                 | [ 47 ]   |         |
| Япония                                       | 41                 | [ 44 ]   |         |

| Сингъл                | Класация                          | Най-висока позиция | Източник |
| 2004 г.               | 2004 г.                           | 2004 г.            | 2004 г.  |
| --------------------- | --------------------------------- | ------------------ | -------- |
| Love 'em Or Leave 'em | САЩ („Херитейдж Рок“)             | 25                 | [ 61 ]   |
| She Said              | Унгария („Топ 40 унгарско радио“) | 34                 | [ 63 ]   |

## Сертификати
| Държава | Сертифициращ орган                                     | Сертификат | Сертифицирани продажби | Източник |
| ------- | ------------------------------------------------------ | ---------- | ---------------------- | -------- |
| Русия   | Национална федерация на производителите на звукозаписи | Златен     | 10 000                 | [ 55 ]   |

## Цитати
1. ↑  Popoff 2016, с. 159 – 160.
2. ↑  Prost Mahlzeit (pdf) //   Billboard, 1996-11-30. Посетен на 2023-12-10. (на английски)
3. ↑  Popoff 2016, с. 179 – 181.
4. ↑  Custodis 2009, с. 63.
5. ↑  Scorpions Cause Furor Over Expo 2000 Anthem //   mtv.com.  Архивиран от оригинала на 2023-08-22. Посетен на 2023-12-10. (на английски)
6. ↑  Scorpions & Berliner Philharmoniker Moment Of Glory Album //  CHARTS.   offiziellecharts.de. Посетен на 2023-12-10. (на немски)
7. ↑  GOLD-/PLATIN-Datenbank //   musikindustrie.de. Посетен на 2023-12-10. Вие трябва да Напишете SCORPIONS в Hier können Sie suchen nach:/Interpret (на немски)
8. ↑  Popoff 2016, с. 189.
9. ↑  Popoff 2016, с. 194.
10. ↑  Popoff 2016, с. 197.
11. ↑  Popoff 2016, с. 197 – 198.
12. 1 2 3  Popoff 2016, с. 198.
13. ↑  Birchmeier, Jason. 20th Century Masters: The Millennium Collection Review by Jason Birchmeier //  Scorpions.   allmusic.com. Посетен на 2023-12-11. (на английски)
14. ↑  Prato, Greg. Classic Bites Review by Greg Prato //  Scorpions.   allmusic.com. Посетен на 2023-12-11. (на английски)
15. ↑  Theakston, Rob. Essential Review by Rob Theakston //  Scorpions.   allmusic.com. Посетен на 2023-12-11.
16. ↑  THE SCORPIONS Go Back To Their Roots On "Very Best of..." Set //  NEWS.   blabbermouth.net, 2002-06-18. Посетен на 2023-12-11. (на английски)
17. 1 2 3 4 5 6 7 8 9 10  Kottak, James. The Making of "UNBREAKABLE" //  News.   jameskottak.com.  Архивиран от оригинала на 2004-05-08. Посетен на 2023-12-11. (на английски)
18. ↑  THE SCORPIONS To Record New Album //  News.   blabbermouth.net, 2003-04-12. Посетен на 2023-12-11. (на английски)
19. ↑  Gegers, Par. Dieter Dierks – Interview exclusive ! //   crazyscorps.com, 2015-03-30.  Архивиран от оригинала на 2015-07-29. Посетен на 2023-12-11. (на френски)
20. 1 2 3 4 5 6 7  Popoff 2016, с. 201.
21. ↑  BIO //   ralphrieckermann.com. Посетен на 2023-12-11. (на английски)
22. 1 2 3 4 5 6  Tag Der Wahrwei //   Metal Hammer, 2004-05.  Архивиран от оригинала на 2023-10-25. Посетен на 2023-12-11. (на немски)
23. ↑  Interview with KLAUS MEINE (SCORPIONS) //  Interviews.   dmme.net, 2005-06.  Архивиран от оригинала на 2013-12-02. (на английски)
24. 1 2 3 4 5 6 7 8  Scorpions – Unbreakable //  Scorpions.   discogs.com. Посетен на 2023-12-11. (на английски)
25. 1 2 3 4  Popoff 2016, с. 203.
26. 1 2  Scorpions – Unbreakable //  Scorpions.   discogs.com. Посетен на 2023-12-12. CD, Album, Enhanced - Информация от обложката. (на английски)
27. 1 2 3  Himmelstein, Andreas. Scorpions Zehn Jahre Winterschlaf (jpg) //   Rock Hard, 2004-04. S. 9.  Архивиран от оригинала на 2023-10-04. Посетен на 2023-12-12. (на немски)
28. 1 2 3 4  Eichner, Sandra. Die Mauer Durchbrochen Scorpions (jpg) //   Metal Heart, 2004-04. S. 108.  Архивиран от оригинала на 2023-10-04. Посетен на 2023-12-12. (на немски)
29. 1 2 3  Eichner, Sandra. Die Mauer Durchbrochen Scorpions 2 (jpg) //   Metal Heart, 2004-04.  Архивиран от оригинала на 2023-11-02. Посетен на 2023-12-12. (на немски)
30. 1 2 3 4  Popoff 2016, с. 202.
31. ↑  Schöwe, Andreas. Tag Der Wahrweit 2 (jpg) //   Metal Hammer, 2004-05.  Архивиран от оригинала на 2023-11-02. Посетен на 2023-12-12. (на немски)
32. 1 2 3 4 5 6 7 8  Popoff 2016, с. 204.
33. ↑  An Interview with Eric Bazilian of The Hooters //  VWMusic.   vwmusicrocks.com, 2012-02-24. Посетен на 2023-12-12. (на английски)
34. ↑  Unbreakable //  DISCOGRAPHY.   the-scorpions.com. Посетен на 2023-12-12. Unbreakable is the fifteenth studio released on May 4, 2004. (на английски)
35. 1 2 3  SCORPIONS - UNBREAKABLE (ALBUM) //   swedishcharts.com. Посетен на 2023-12-12. (на английски)
36. ↑  WEINERT, ELLIE. INDESTRUCTIBLE (pdf) //  Global.   Billboard, 2004-06-26. p. 73. Посетен на 2023-12-12. (на английски)
37. ↑  Scorpions – Unbreakable //  Scorpions.   discogs.com. Посетен на 2023-12-12. Sanctuary – 06076-84700-2 (на английски)
38. ↑  Popoff 2016, с. 199.
39. ↑  Scorpions – Unbreakable //  Scorpions.   discogs.com. Посетен на 2023-12-12. Country: Japan (на английски)
40. 1 2  Lorant, Michael. Scorpions //   Breakout, 2004.  Архивиран от оригинала на 2023-09-28. Посетен на 2023-12-12. (на немски)
41. 1 2  Scorpions Unbreakable Album //   offiziellecharts.de. Посетен на 2023-12-12. (на немски)
42. 1 2  GREECE //  Global.   Billboard, 2004-06-12. p. 53. Посетен на 2023-12-12. (на английски)
43. ↑  Sharpe-Young 2010.
44. 1 2 3 4 5  UNBREAKABLE //  SCORPIONS Discography.   rockdetector.com.  Архивиран от оригинала на 2007-12-30. Посетен на 2023-12-12. (на английски)
45. 1 2  SCORPIONS - UNBREAKABLE (ALBUM) //   portuguesecharts.com. Посетен на 2023-12-12. (на английски)
46. 1 2  SCORPIONS - UNBREAKABLE (ALBUM) //   finnishcharts.com. Посетен на 2023-12-12. (на английски)
47. 1 2  Scorpions – Unbreakable //   hitparade.ch. Посетен на 2023-12-12. (на английски)
48. 1 2  Scorpions - Unbreakable //   austriancharts.at. Посетен на 2023-12-12. (на немски)
49. 1 2  Poland Albums Top 50 May 17, 2004 (week 21/04) //  Chart.   acharts.co. Посетен на 2023-12-12. (на английски)
50. 1 2  UNBREAKABLE by SCORPIONS //  Official Rock & Metal Albums Chart.   officialcharts.com. Посетен на 2023-12-12. (на английски)
51. 1 2  SCORPIONS - UNBREAKABLE (ALBUM) //   lescharts.com. Посетен на 2023-12-12. (на френски)
52. 1 2  SCORPIONS - UNBREAKABLE (ALBUM) //   italiancharts.com. Посетен на 2023-12-12. (на английски)
53. 1 2  Scorpions – Unbreakable //   ultratop.be. Посетен на 2023-12-12. (на френски)
54. 1 2  Billboard EUROCHARTS (pdf) //  Global.   Billboard, 2004-05-22. p. 43. Посетен на 2023-12-12. (на английски)
55. 1 2  International 2004 //  «ЗОЛОТО» И „ПЛАТИНА“.   2m-online.ru.  Архивиран от оригинала на 2009-01-24. Посетен на 2020-02-20. (на руски)
56. ↑  Scorpions //  Artists.   thevogue.com. Посетен на 2023-12-12. (на английски)[неработеща препратка]
57. ↑  SOUNDSCAN Report: MINISTRY, SCORPIONS, MOTÖRHEAD, HOLLYWOOD ROSE //  News.   blabbermouth.net, 2003-06-30. Посетен на 2023-12-12. (на английски)
58. ↑  SCORPIONS: New Album Samples Available For Download //  News.   blabbermouth.net. Посетен на 2023-12-12. (на английски)
59. ↑  SCORPIONS: Japanese Bonus Tracks Posted Online //  News.   blabbermouth.net, 2004-06-22. Посетен на 2023-12-12. (на английски)
60. ↑  Scorpions – Love 'Em Or Leave 'Em //  Scorpions.   discogs.com. Посетен на 2023-12-12. (на английски)
61. 1 2  Billboard Heritage Rock Chart History Scorpions //  Scorpions.   billboard.com. Посетен на 2023-12-12. (на английски)
62. ↑  Singles //  DISCOGRAPHY.   the-scorpions.com. Посетен на 2023-12-12. (на английски)
63. 1 2  Archívum › Kereső - előadó/cím szerint //   slagerlistak.hu. Посетен на 2023-12-12. Вие трябва да напишете името на песента She Said в графата Előadó/cím:, и да отбележите с тикче кръга dal/album cím, след което да натиснете бутона keresés. (на унгарски)
64. 1 2 3 4 5 6  Unbreakable Tour //  Live.   the-scorpions.com. Посетен на 2023-12-12. (на английски)
65. ↑  SCORPIONS Guitarist Checks In //  News.   blabbermouth.net, 2004-10-30. Посетен на 2023-12-12. (на английски)
66. ↑  SCORPIONS: Complete U.S. Itinerary Released //  News.   blabbermouth.net, 2004-08-23. Посетен на 2023-12-12. (на английски)
67. ↑  JUDAS PRIEST To Tour Europe With The SCORPIONS? //  News.   blabbermouth.net, 2004-11-25. Посетен на 2023-12-12. (на английски)
68. ↑  MEGADETH Join PHIL COLLINS, SCORPIONS For First Israeli Tour Dates Since Israeli-Palestinian Ceasefire //  News.   bravewords.com, 2005-04-26. Посетен на 2023-12-12. (на английски)
69. ↑  Review: ULI JON ROTH Performs With The SCORPIONS For First Time In 27 Years //  News.   blabbermouth.net, 2005-09-15. Посетен на 2023-12-12. (на английски)
70. ↑  SCORPIONS: Dubai Show Cancelled //  News.   blabbermouth.net, 2005-11-02. Посетен на 2023-12-12. Veteran German hard rockers SCORPIONS have cancelled their previously announced November 12 show in Dubai, United Arab Emirates. (на английски)
71. ↑  SCORPIONS - Tour Dates In Mongolia, Cyprus Confirmed //  News.   bravewords.com, 2006-05-07. Посетен на 2023-12-12. (на английски)
72. ↑  Metal, Javi. MONSTERS OF ROCK 2006 ( SCORPIONS + WHITESNAKE + WASP + APOCALYPTICA + SAXON + PRIMAL FEAR) //   themetalcircus.com, 2006-06-22. Посетен на 2023-12-13. (на английски)
73. ↑  SCORPIONS: 'Live At Wacken Open Air 2006' DVD Due In November //  News.   blabbermouth.net, 2007-10-12. Посетен на 2023-12-13. (на английски)
74. ↑  Unbreakable World Tour 2004: One Night In Vienna //  DISCOGRAPHY.   the-scorpions.com. Посетен на 2023-12-13. (на английски)
75. ↑  Live At Wacken Open Air 2006 //  DISCOGRAPHY.   the-scorpions.com. Посетен на 2023-12-13. (на английски)
76. 1 2  Monger, James. Unbreakable Review by James Christopher Monger //  Unbreakable Scorpions.   allmusic.com. Посетен на 2023-12-13. (на английски)
77. ↑  Larkin 2006, с. 1976.
78. 1 2  Dengler, Detlef. Scorpions - Unbreakable (jpg) //  Hard Rock.   Metal Hammer, 2004-05. S. 11.  Архивиран от оригинала на 2023-11-02. Посетен на 2023-12-13. (на немски)
79. 1 2  Eichner, Sandra. Scorpions - Unbreakable (jpg) //   Metal Heart, 2004-05.  Архивиран от оригинала на 2023-10-25. Посетен на 2023-12-13. (на немски)
80. ↑  Kühnemund, Götz. SCORPIONS Unbreakable //   rockhard.de, 2004-05-25. Посетен на 2023-12-13. (на немски)
81. ↑  Leon, Christie. Music - Compelling Patti Smith //  Music.   New Straits Times, 2004-06-27. Посетен на 2023-12-13. (на английски)
82. ↑  Popoff 2016, с. 199 и 201.
83. ↑  Orr 2006, с. 165.
84. ↑  Rivadavia, Eduardo. Scorpions Albums Ranked Worst to Best //   ultimateclassicrock.com, 2015-09-18. Посетен на 2023-12-13. (на английски)
85. ↑  Dome, Malcolm. Every Scorpions album ranked from worst to best //  Classic Rock.   loudersound.com, 2022-05-11. Посетен на 2023-12-13. 11. Unbreakable (BMG, 2004) (на английски)